# Вероника крапиволистная
Веро́ника крапиволи́стная (лат. Veronica urticifolia) — многолетнее травянистое растение, вид рода Вероника (Veronica) семейства Подорожниковые (Plantaginaceae).

## Ботаническое описание

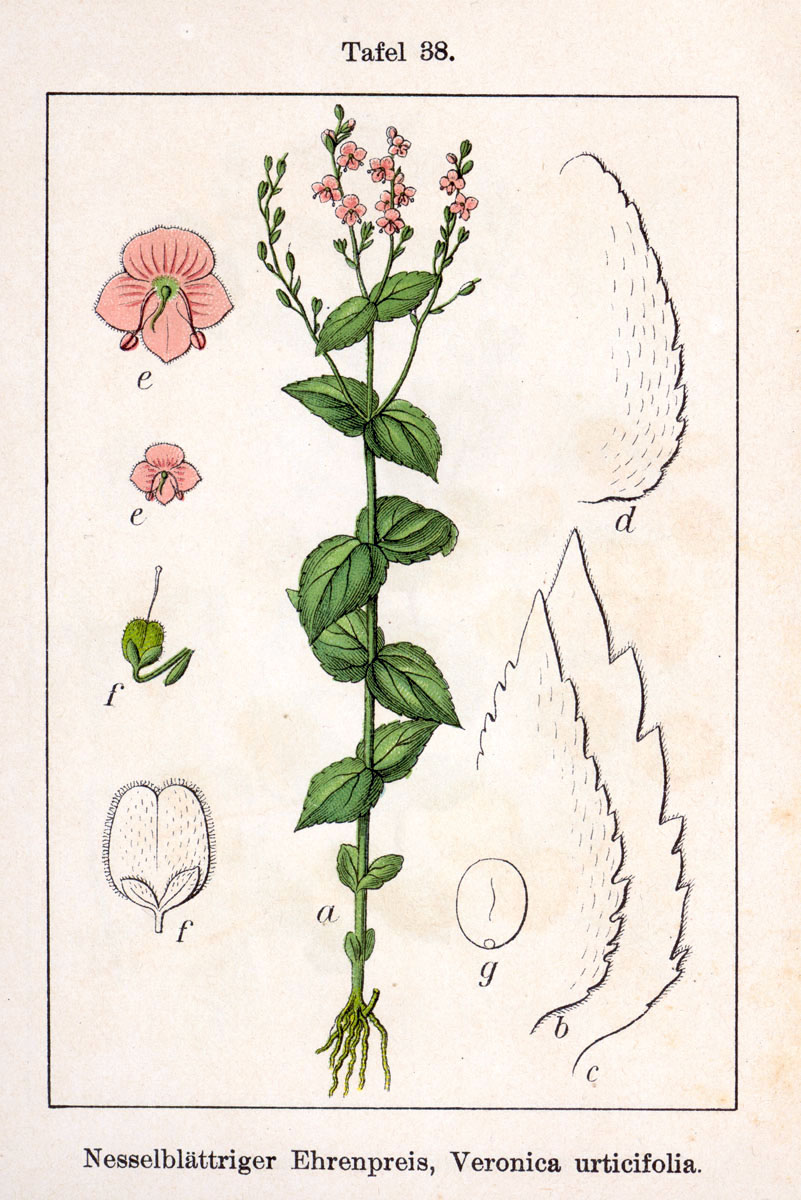

Стебли одиночные, простые, прямостоячие, негусто опушённые отстоящими, щетинистыми, иногда железистыми волосками, в соцветии оттопыренно и коротко железистоволосистые, (10)30—70 см высотой.
Листья сидячие или нижние с очень короткими черешками, широкие, яйцевидные или продолговатые, в основании сердцевидные или усечённые, по краю остро и неравно пильчатые или зубчатые, на верхушке острые. Верхние листья длинно заострённые, средние 4—8 см длиной, 2—5 см шириной, слегка сердцевидные при основании, на верхушке заострённые, снизу или с обеих сторон, особенно по краю и по жилкам, с редкими волосками.
Кисти супротивные, в пазухах верхних листьев, рыхлые, многоцветковые, на тонких цветоносах. Прицветники опушённые, прологовато-ланцетные до линейных, туповатые, в 1,5—2 раза короче цветоножек, по краю реснитчатые. Цветоножки сильно отклонённые, при плодах изогнутые вверх и прижатые к стеблю, вдвое-втрое длиннее чашечки, тонко опушённые, с редкими железистыми волосками. Чашечка четырёхраздельная, с ланцетными, туповатыми, преимущественно по краю железистореснитчатыми, неравными долями. Венчик 4—7 мм в диаметре, бледно-розовый или бледно-голубой, с тёмными полосками, иногда красноватый, вдвое длиннее чашечки, с очень короткой трубкой с пятью жилками, в зеве голый; отгиб венчика из трёх округло-яйцевидных и одной яйцевидной долей; все доли тупые, по краю и снизу реснитчатые, наиболее крупная около 3 мм в диаметре, с тёмными жилками. Тычинки 5—8 мм длиной, превышают венчик или несколько его короче, с прямыми белыми нитями, с фиолетовыми яйцевидными пыльниками.
Коробочки округло-яйцевидные или яйцевидные, молодые коротко опушённые, потом голые, на верхушке заметно, но неглубоко выемчатые, около 4 мм в диаметре или ширина превышает длину. Столбик значительно превышает выемку, равен коробочке, очень тонкий. Семена плоские, округло-яйцевидные или яйцевидные, 1—1,25 мм длиной, 0,75—1 см шириной, тупые или островатые, светлые, желтоватые.
Вид описан из Австрии.

## Распространение
Западная Европа: северо-восточная часть Испании, Франция (юг), Швейцария, Германия (Прирейнский край, Бавария), Австрия, Югославия, Польша (юг), Румыния, Болгария, Греция; территория бывшего СССР: Украина (Карпаты), Вологодская область (река Юг), Костромская область (территория заповедника "Кологривский лес"),Северный и Средний Урал от Чердыни до Перми, Даурия (Нерчинск).
На западе встречается в основном в буковых лесах, на востоке — в хвойных. В Карпатах принадлежит к числу обычнейших видов и встречается в горных лесах и на открытых склонах среди леса до 1800 м над уровнем моря.